# Formel B
Formel B er en dansk restaurant, der er beliggende på Vesterbrogade på Frederiksberg. Siden 2004 har restauranten haft én stjerne i Michelinguiden.
Formel B blev grundlagt af Henrik Boserup, Christian Ryge og Claus Jørgensen i 1997. Køkkenet er fransk/dansk og restauranten har siden 2003 været drevet af Rune Jochumsen og Kristian Møller, der ejer den sammen med en investor. I 2006 blev restauranten udvidet med et selskabslokale og ekstra siddepladser.
Blandt de tidligere kokke på stedet er Paul Cunningham, Pernille Skjødt og Nikolaj Kirk.
Jan Sonnergaards novelle "Formel B" i novellesamlingen Jeg er stadig bange for Caspar Michael Petersen fra 2003 foregår på restauranten.